# Bruchin
Bruchin (hebrejsky ברוכין, v oficiálním přepisu do angličtiny Brukhin) je izraelská osada a vesnice typu společná osada (jišuv kehilati) na Západním břehu Jordánu v distriktu Judea a Samaří a v Oblastní radě Šomron (Samařsko).

## Geografie
Nachází se v nadmořské výšce 391 metrů na jihozápadním okraji hornatiny Samařska, cca 18 kilometrů východně od města Petach Tikva, cca 8 kilometrů jihozápadně od města Ariel, cca 35 kilometrů severozápadně od historického jádra Jeruzalému a cca 30 kilometrů východně od centra Tel Avivu.
Osada je na dopravní síť Západního břehu Jordánu napojena pomocí lokální silnice číslo 446 vedoucí dále na západ k sousedním izraelským osadám Alej Zahav, Pedu'el a Bejt Arje-Ofarim a na východ k takzvané Transsamařské dálnici, která zajišťuje spojení jak s vnitrozemím Západního břehu Jordánu a s městem Ariel, tak s aglomerací Tel Avivu.
Leží v menším ale územně souvislém bloku izraelských vesnic na západním okraji okupovaného Západního břehu Jordánu, jen cca 8 kilometrů od Zelené linie, která odděluje území Izraele v mezinárodně uznávaných hranicích. Součástí tohoto bloku jsou ještě obce Alej Zahav, Pedu'el a Bejt Arje-Ofarim a v širším vymezení jsou tyto osady součástí rozsáhlého bloku osad Guš Ari'el. Okolo ale existuje několik palestinských vesnic (nejblíže z nich Kafr ad-Dik a Brukin jižně od Bruchin).

## Dějiny
Obec Bruchin vznikla v květnu 1999 jako satelitní obytný soubor založený skupinou studentů z ješivy v nedaleké izraelské osadě Pedu'el. Popudem k založení nové osady byl teroristický útok spáchaný poblíž této lokality 31. prosince 1997. Skupina budoucích osadníků pak proto oprášila plány na výstavbu nové osady. V květnu 1999 se tu usadili studenti z ješivy, v říjnu 1999 přišlo šest prvních rodin.
Nejbližší izraelskou obcí je Alej Zahav a nová osada tak byla zpočátku ve vládních materiálech nazývána Alej Zahav-východ, i když administrativně i sociálně jde o odlišné komunity. Prvotní zástavba v Bruchin měla podobu provizorních obytných karavanů. V červnu 2002 ovšem cca 500 metrů západně od této skupiny karavanů začaly pozemní práce na výstavbě čtvrti zděných obytných domů. V roce 2005 se zde uvádí 48 karavanů (z toho tři používané izraelskou armádou), šest velkých kontejnerů, 31 trvalých zděných domů, dále generátor, přístřešek, plechová bouda, dvě strážní budky, osvětlení a zpevněná příjezdová silnice. Podle databáze organizace Peace Now z doby po roce 2005 sestávala osada už z 56 zděných domů a 45 karavanů. Vládní izraelská zpráva zpracovaná Talií Sassonovou v roce 2005 uvádí Bruchin jako potenciálně neautorizovanou a tedy i z pozice izraelského práva nelegální osadu (hebrejsky מאחז, anglicky outpost). Nepodařilo se totiž zjistit, zda k její výstavbě dalo oficiální souhlas ministerstvo obrany Státu Izrael. Naopak civilní správní orgány tvrdily, že k zřízení osady na tomto místě existuje formální vládní souhlas. Obec každopádně vznikla na státních pozemcích, tedy nikoliv na privátní půdě palestinských vlastníků. Osada měla napojení na veřejnou elektrickou síť, voda se odebírala z Alej Zahav.
V osadě fungují tři mateřské školy pro 95 dětí, dětské jesle pro 70 dětí. Nejasnosti okolo právního statutu a legálnosti obce ale dlouho komplikovaly některé veřejné investice, zejména plánovanou rekonstrukci dětských jeslí. Obec má vlastní synagogu. Ani sporný právní status obce Bruchin neznamená, že by ji izraelská vláda hodlala zrušit. Takzvaná Cestovní mapa pro mír dohodnutá po roce 2002 mezi Izraelem a Palestinci předpokládala pouze likvidaci těch neautorizovaných osad, které vznikly po březnu 2001. V dubnu 2012 navíc rozhodla izraelská vláda legalizovat tuto osadu, respektive změnit její status na administrativně a samosprávně uznávanou samostatnou obec. Co se také stalo a od roku 2012 je Bruchin statisticky považován za samostatnou obec.
Podle plánů z počátku 21. století měla být Bruchin společně se sousedními osadami Pedu'el, Bejt Arje-Ofarim a Alej Zahav zahrnuta do Izraelské bezpečnostní bariéry, která zde měla vytvořit podlouhlý koridor směřující z vlastního Izraele až do centrálního Samařska, k městu Ariel. Dle stavu z roku 2008 ale nebyla bariéra v tomto úseku ještě postavena a ani nedošlo k definitivnímu stanovení její trasy.

## Demografie
Obyvatelstvo Bruchin je v databázi rady Ješa popisováno jako nábožensky založené. Jedná se o menší sídlo vesnického typu.
Přesná populační data nebyla k dispozici, vzhledem k nejasnému právnímu a oficiálnimu statusu obce. Článek popisující osadu z února 2007 zde uváděl 380 obyvatel. Jiný článek, z roku 2009, už zmiňoval počet obyvatel 470. Podle prvních oficiálních údajů z roku 2014 tvořili naprostou většinu obyvatel v Bruchin Židé (včetně statistické kategorie "ostatní", která zahrnuje nearabské obyvatele židovského původu ale bez formální příslušnosti k židovskému náboženství).
Jde o menší sídlo vesnického typu s prudce rostoucí populací. K 31. prosinci 2014 zde žilo 675 lidí. Během roku 2014 populace stoupla o 12,1 %. Populace vesnice je mimořádně mladá. V roce 2013 šlo o obec s nejvyšším podílem obyvatelstva ve věku do 17 let ze všech venkovských sídel v Izraeli (68,7 % z celkové populace obce).
| Rok            | 2012 | 2013 | 2014 |
| -------------- | ---- | ---- | ---- |
| Počet obyvatel | 479  | 602  | 675  |